# Marchwacz-Kolonia
Marchwacz-Kolonia est une localité polonaise de la gmina de Szczytniki, située dans le powiat de Kalisz en voïvodie de Grande-Pologne.